# Eusirus minutus
Eusirus minutus är en kräftdjursart som beskrevs av Georg Ossian Sars 1895. Eusirus minutus ingår i släktet Eusirus, och familjen Eusiridae. Arten har ej påträffats i Sverige.